# MTV Video Music Awards 2006
De MTV Video Music Awards zijn prijzen die jaarlijks worden uitgereikt voor de beste videoclips. Zij werden in 1984 door MTV ingesteld als een alternatief voor de Grammy Awards. De MTV Video Music Awards worden tegenwoordig alom in de popcultuur gerespecteerd. De feestelijke gebeurtenis wordt jaarlijks rechtstreeks uitgezonden door MTV. In 2006 vond de uitreiking plaats in New York en werd het evenement gepresenteerd door Jack Black. Opmerkelijk was dat ook Al Gore aanwezig was. In voorgaande jaren werd het evenement gehouden in onder meer Los Angeles en Miami.
De prijs wordt vaak Moon Man genoemd, omdat de trofee eruitziet als een astronaut op de maan.

## Nominaties en winnaars
Winnaars in vet.

### Best Video of the Year
Beste video van het jaar
- Christina Aguilera — "Ain't No Other Man"
- Madonna — "Hung Up"
- Panic! at the Disco — "I Write Sins Not Tragedies"
- Red Hot Chili Peppers — "Dani California"
- Shakira (met Wyclef Jean) — "Hips Don't Lie"

### Best Male Video
Beste video van een zanger
- Busta Rhymes (met Mary J. Blige, Rah Digga, Missy Elliott, Lloyd Banks, Papoose en DMX) — "Touch It Remix"
- James Blunt — "You're Beautiful"
- Kanye West (met Jamie Foxx) — "Gold Digger"
- Nick Lachey — "What's Left of Me"
- T.I. — "What You Know"

### Best Female Video
Beste video van een zangeres
- Christina Aguilera — "Ain't No Other Man"
- Kelly Clarkson — "Because of You"
- Madonna — "Hung Up"
- Nelly Furtado (met Timbaland) — "Promiscuous"
- Shakira (met Wyclef Jean) — "Hips Don't Lie"

### Best Group Video
Beste video van een groep
- The All-American Rejects — "Move Along"
- Fall Out Boy — "Dance, Dance"
- Gnarls Barkley — "Crazy"
- Panic! at the Disco — "I Write Sins Not Tragedies"
- Red Hot Chili Peppers — "Dani California"

### Best Rap Video
Beste rapvideo
- 50 Cent — "Window Shopper"
- Busta Rhymes (met Mary J. Blige, Rah Digga, Missy Elliott, Lloyd Banks, Papoose en DMX) — "Touch It Remix"
- Chamillionaire (met Krayzie Bone) — "Ridin'"
- T.I. — "What You Know"
- Yung Joc (met Nitti) — "It's Goin' Down"

### Best R&B Video
Beste r&b-video
- Beyoncé (met Slim Thug) — "Check on It"
- Chris Brown — "Yo (Excuse Me Miss)"
- Jamie Foxx (met Ludacris) — "Unpredictable"
- Mariah Carey — "Shake It Off"
- Mary J. Blige — "Be Without You"

### Best Hip Hop Video
Beste hiphopvideo
- The Black Eyed Peas — "My Humps"
- Common — "Testify"
- Daddy Yankee — "Rompe"
- Kanye West (met Jamie Foxx) — "Gold Digger"
- Three 6 Mafia (met Young Buck, Eightball en MJG) — "Stay Fly"

### Best Dance Video
Beste dansvideo
- Madonna — "Hung Up"
- Nelly Furtado (met Timbaland) — "Promiscuous"
- Pussycat Dolls (met Snoop Dogg) — "Buttons"
- Sean Paul — "Temperature"
- Shakira (met Wyclef Jean) — "Hips Don't Lie"

### Best Rock Video
Beste rockvideo
- 30 Seconds to Mars — "The Kill"
- AFI — "Miss Murder"
- Green Day — "Wake Me Up When September Ends"
- Panic! at the Disco — "I Write Sins Not Tragedies"
- Red Hot Chili Peppers — "Dani California"

### Best Pop Video
Beste popvideo
- Christina Aguilera — "Ain't No Other Man"
- Madonna — "Hung Up"
- Nelly Furtado (met Timbaland) — "Promiscuous"
- P!nk — "Stupid Girls"
- Shakira (met Wyclef Jean) — "Hips Don't Lie"

### Best New Artist
Beste nieuwe artiest
- Angels & Airwaves — "The Adventure"
- Avenged Sevenfold — "Bat Country"
- Chris Brown (met Juelz Santana) — "Run It!"
- James Blunt — "You're Beautiful"
- Panic! at the Disco — "I Write Sins Not Tragedies"
- Rihanna — "S.O.S."

### MTV2 Award
MTV2 Award
- 30 Seconds to Mars — "The Kill"
- Lil' Wayne — "Fireman"
- Taking Back Sunday — "MakeDamnSure"
- Three 6 Mafia (met Young Buck, Eightball en MJG) — "Stay Fly"
- Yung Joc (met Nitti) — "It's Goin' Down"

### Viewer's Choice
Publieksprijs
- Chris Brown (met Juelz Santana) — "Run It!" -- 10%
- Fall Out Boy — "Dance, Dance" -- 38%
- Kelly Clarkson — "Because of You" -- 28%
- Rihanna — "S.O.S." -- 6%
- Shakira (met Wyclef Jean) — "Hips Don't Lie" -- 18%

### Best Direction
Beste regie
- 10 Years — "Wasteland" (regie Kevin Kerslake)
- AFI — "Miss Murder" (regie Marc Webb)
- Common — "Testify" (regie Anthony Mandler)
- Gnarls Barkley — "Crazy" (regie Robert Hales)
- Red Hot Chili Peppers — "Dani California" (regie Tony Kaye)

### Best Choreography
Beste choreografie
- Christina Aguilera — "Ain't No Other Man"
- Madonna — "Hung Up"
- Pussycat Dolls (met Snoop Dogg) — "Buttons"
- Sean Paul — "Temperature"
- Shakira (met Wyclef Jean) — "Hips Don't Lie"

### Best Special Effects
Beste special effects
- Angels & Airwaves — "The Adventure"
- Beck — "Hell Yes"
- Missy Elliott — "We Run This"
- Pearl Jam — "Life Wasted"
- U2 — "Original of the Species"

### Best Art Direction
- 10 Years — "Wasteland"
- Common — "Testify"
- Panic! at the Disco — "I Write Sins Not Tragedies"
- Red Hot Chili Peppers — "Dani California"
- Shakira (met Wyclef Jean) — "Hips Don't Lie"

### Best Editing
Beste bewerking
- The All-American Rejects — "Move Along"
- Angels & Airwaves — "The Adventure"
- Gnarls Barkley — "Crazy"
- Red Hot Chili Peppers — "Dani California"
- U2 — "Original of the Species"

### Best Cinematography
Beste cinematografie
- AFI — "Miss Murder"
- Ashlee Simpson — "Invisible"
- James Blunt — "You're Beautiful"
- Prince — "Black Sweat"
- Red Hot Chili Peppers — "Dani California"

### Best Video Game Soundtrack
Beste videospelsoundtrack
- "Burnout Revenge" (Electronic Arts)
- "Driver: Parallel Lines" (Atari)
- "Fight Night Round 3" (Electronic Arts)
- "Marc Ecko's Getting Up" (Atari)
- "NBA 2K6" (2K Games)

### Best Video Game Score
Beste videospelscore
- "Dreamfall: The Longest Journey" (Leon Willett)
- "Elder Scrolls IV: Oblivion" (Jeremy Soule)
- "Electroplankton"
- "Hitman: Blood Money" (Jesper Kyd)
- "Ghost Recon: Advanced Warfighter" (Tom Salta)

### Ringtone of the Year
Ringtone van het jaar
- The Black Eyed Peas – "My Humps"
- Bubba Sparxxx (met Ying Yang Twins) – "Ms. New Booty"
- Fort Minor (met Holly Brook) – "Where'd You Go"
- Kanye West (met Jamie Foxx) – "Gold Digger"
- Nelly (met Paul Wall) – "Grillz"

### Video Vanguard Award
- Hype Williams

## Optredens

### Voorprogramma
- Fergie – "London Bridge"
- My Chemical Romance – "Welcome to the Black Parade"

### Hoofdprogramma
- Justin Timberlake met Timbaland – "My Love" en "SexyBack"
- The Raconteurs
- Beyoncé – "Ring the Alarm"
- Shakira met Wyclef Jean – "Hips Don't Lie"
- Pharrell en Ludacris – "Money Maker"
- T.I. – "Shoulder Lean" en "What You Know"
- Christina Aguilera – "Hurt"
- The All-American Rejects – "Move Along"
- Panic! at the Disco – "I Write Sins Not Tragedies"
- The Killers – "Enterlude" en "When You Were Young"
- OK Go – "Here It Goes Again"
- Tenacious D

## Andere aanwezige beroemdheden
- 50 Cent
- André 3000 van OutKast
- Abigail Breslin
- Chris Brown
- Ciara
- Britney Spears
- P. Diddy
- Missy Elliott
- Fall Out Boy
- Kevin Federline
- Al Gore
- Paris Hilton
- De spelers uit Jackass: Number Two
- Nick Lachey
- Amy Lee van Evanescence
- Jared Leto van 30 Seconds to Mars
- Lil' Jon
- Lil' Kim
- LL Cool J
- Jennifer Lopez
- Ne-Yo
- P!nk
- The Pussycat Dolls
- Lou Reed
- Busta Rhymes
- Nicole Richie
- Rihanna
- The Rock
- Axl Rose
- Mike Shinoda
- Sarah Silverman
- Jessica Simpson
- Snoop Dogg
- Kanye West
- Shaun White